# موليفي كيتي أسانتي
موليفي كيتي أسانتي (باللغة السوتية: Molefi Kete Asante) ـ (ولد في 14 أغسطس 1942 باسم آرثر لي سميث الأصغر (بالإنجليزية: Arthur Lee Smith, Jr.)‏) هو أستاذ جامعي أمريكي من أصول أفريقية، يعد من أبرز المختصين في الدراسات الأفريقية الأمريكية والدراسات الأفريقية ودراسات التواصل.
يعمل أسانتي حاليًا أستاذًا بقسم الدراسات الأفريقية الأمريكية بجامعة تمبل، التي أسس فيها برنامجًا للدكتوراه في مجال الدراسات الأفريقية الأمريكية، وهو رئيس معهد موليفي كيتي أسانتي للدراسات الأفريقية.
يُعرف أسانتي بكتاباته عن الأفروسنتريك. وهو مؤلف لأكثر من 66 كتابًا والمحرر المؤسس لمجلة Journal of Black Studies. هو والد المؤلف والمخرج السينمائي M. K. Asante.

## أبرز مؤلفاته
- أعظم 100 أمريكي أفريقي: موسوعة سير (بالإنجليزية: 100 Greatest African Americans: A Biographical Encyclopedia)‏، صدر سنة 2002.

## وصلات خارجية
- موليفي كيتي أسانتي على موقع IMDb (الإنجليزية)
- الموقع الرسمي (بالإنجليزية)